# 천샤오둥 (펜싱 선수)
천샤오둥(중국어 간체자: 陈晓冬, 정체자: 陳曉冬, 병음: Chén Xiǎodōng, 한자음: 진효동, 1988년 1월 11일~)은 중화인민공화국의 펜싱 선수로 주 종목은 사브르이다.
2010년에는 광저우에서 열린 2010년 아시안 게임의 여자 사브르 단체전에서 금메달을 획득하였다.
첸은 런던에서 열린 2012년 하계 올림픽의 여자 사브르 개인전에서 주민과 함께 중국 대표로 출전하였다. 그녀는 32강전에서 아미라 벤 차반을 15-12로 꺾었으나, 16강전에서 이탈리아의 이레네 베키에게 10-15로 패하며 탈락하였다.